# 無名の反逆者

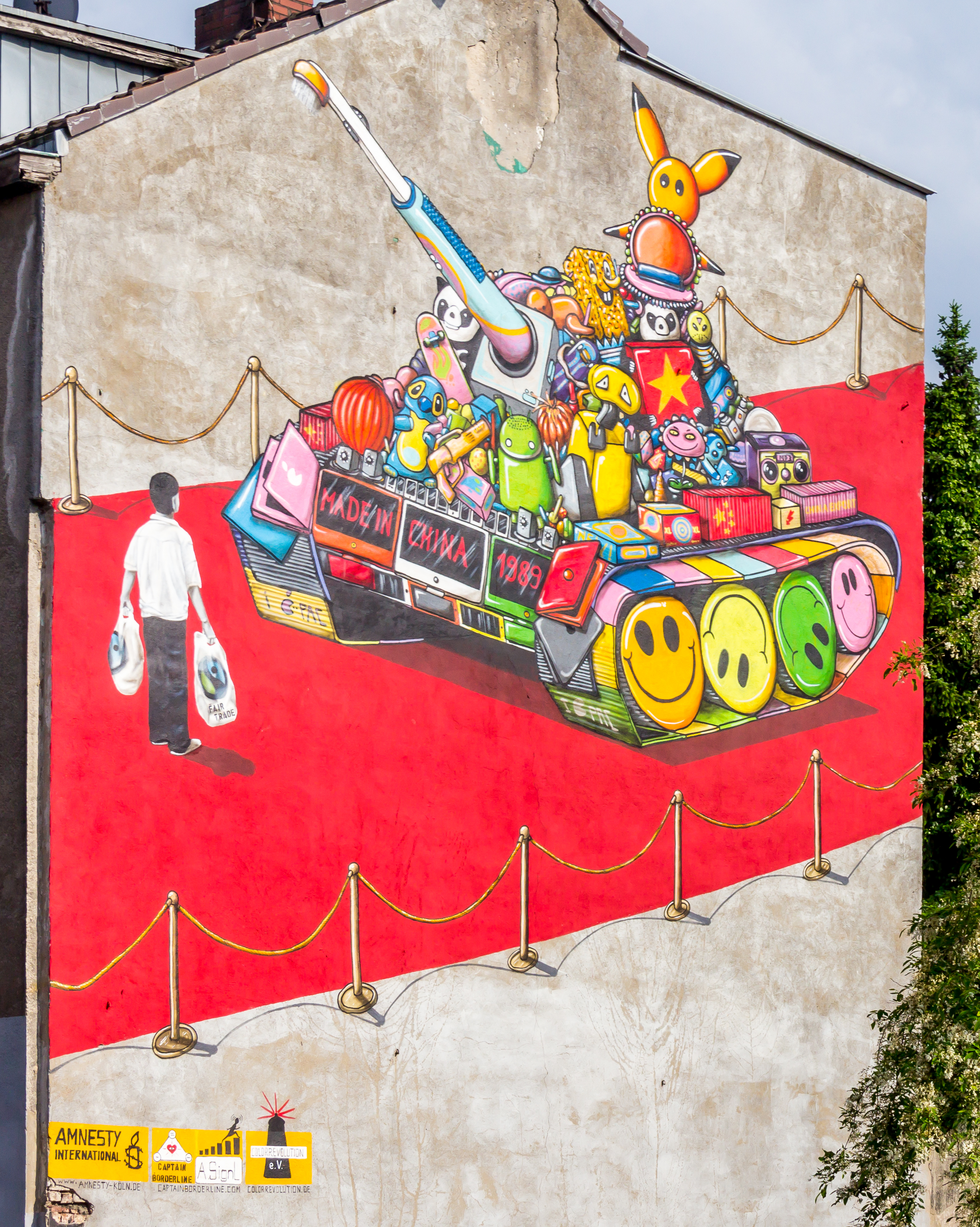
無名の反逆者のパロディ

無名の反逆者（むめいのはんぎゃくしゃ、英: Unknown Rebel）とは、1989年6月4日に中華人民共和国（以下、中国）で起こった天安門事件の直後、天安門広場に通ずる長安大街の路上で撮影された、戦車の行く手を遮る映像に登場する男性のことである。
氏名不詳のため、「無名の反逆者」のほか、「戦車男」（中: 坦克人、英: Tank Man、タンクマン）などの通称で呼ばれている。

## 概要

### 当日の出来事

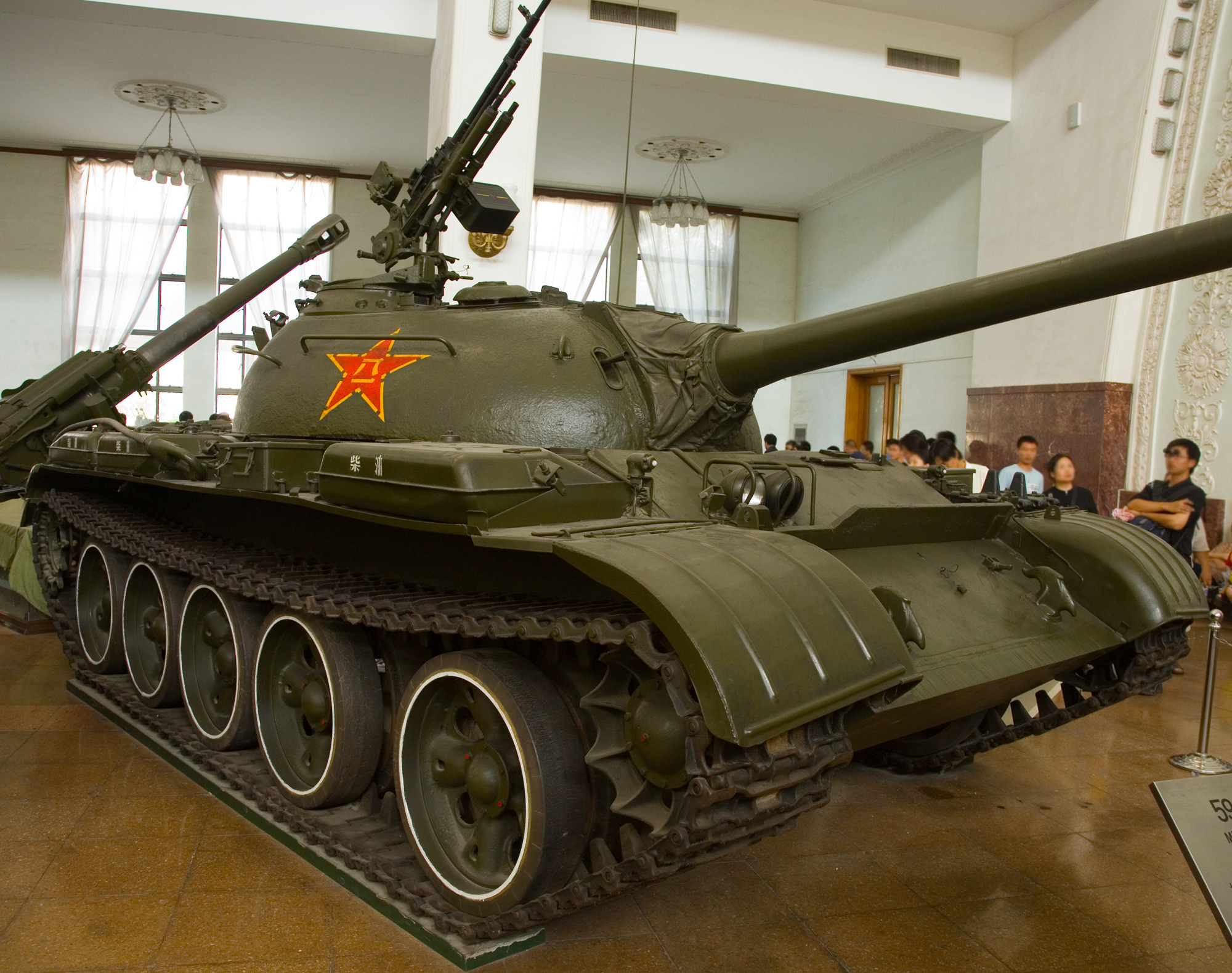
中国人民解放軍の59式戦車

天安門事件の翌日(6月5日)、天安門前の10車線道路（長安街）で、彼は事件を鎮圧するために現れた59式戦車の車列の前に立ち、行く手を遮った。戦車は何度も彼を回避するために横に迂回しようとするが、その都度彼は戦車の前に立ちふさがり侵入を防いだ。しばらくそれを繰り返した後、彼が戦車に飛び乗って中の兵士となんらかの口論をしていた。その後彼は戦車の横に降りて何かを訴えていたが、戦車が前進しようとするとその前に回り込んでまた対峙した。心配した他の市民（または私服警官という説もあるが不明）によって彼が群衆の中に引き戻されると、戦車は再び進行を開始した。

### 全世界への配信、民主化運動の象徴
一連の様子がCNNやBBCのクルーによって撮影されており、世界中に配信され一躍その姿を知らしめることになった。
映像のほかに、1キロメートル弱離れた建国飯店6階に宿泊していた、AP通信のジェフ・ワイドナーによって、800mm望遠レンズ・1/30秒で撮影した写真がよく知られる。またマグナム・フォト所属のスチュアート・フランクリンによる写真（ワイドナーの写真より広範囲が撮影され、さらに多くの戦車が後に続いていることがわかる）が撮影され、世界の新聞に掲載された。また、フォトジャーナリストのチャーリー・コールもこの様子を撮影して世界報道写真大賞を受賞している。同場面は、ロイターの曾顯華(Arthur Tsang Hin Wah)によって、北京酒店1111号室からも撮影されている。
戦車の前に立って無言の抵抗をした彼は中国民主化運動の象徴的存在となり、印象的な映像や写真は西側諸国において繰り返し使われているが、中国当局の厳しい取り締まりの結果、事件自体を知らない若者が現地では増えているという。
1998年4月の『タイム』誌はこの人物を「20世紀最も影響力のあった人物100人」に選び、2003年に『ライフ』誌はスチュアートの写真を「世界を変えた写真100」に選んでいる。
タイム誌は、「民主化運動主導者の一人」の意見として、「戦車の写真における英雄は二人だ。すなわち、強大な力に対し命の危険を冒した無名の反逆者と、彼の同胞を葬り去ることを拒否し、道徳的な挑戦に打ち勝った戦車の運転手だ」という意見を紹介している。産経新聞も胡佳の言葉として同様の発言を紹介しているが、この戦車の乗員の消息は無名の反逆者同様に不明である。

## 映っている男性について

### 男性の素性
当時の学生指導者ウーアルカイシや中国の知識人にさえ、彼のことを知る者が存在しないことから、その場にたまたま居合わせた普通の若者の1人ではないかと言われている。被写体の男性の素性は長らく謎に包まれているが、当局の弾圧を受けつつも存命であることを示す報道が近年見られる（後述）。

### 事件後
彼は、後に「政治的内乱罪」(political hooliganism)と「人民解放軍のメンバーを覆そうと試みた罪」(attempting to subvert members of the People's Liberation Army)により、起訴されたとも報じられている。しかし、どちらも確証がない。彼のその後については、「すぐに処刑された」「刑務所の中で精神に異常を来した」「出所して台湾で暮らしている」などの説もある。
翌1990年の記者会見で、アメリカ合衆国のジャーナリスト、バーバラ・ウォルターズから「中国の自由の象徴というべき、あの男はどうなったのか?」という質問に対し、中国共産党中央委員会総書記江沢民は「死んではいないと思うが…」と言葉を濁しただけに留まった。
2017年6月4日、香港のNGO「中国人権民主化運動情報センター」発の情報として、この人物が存命であることが台湾の複数の大手メディアによって報じられている。同年7月、香港紙の『蘋果日報』がこの人物の友人とされる人物の証言として、彼は事件後に無期懲役判決を受け、減刑され仮釈放されたものの2年前に再度収監されており、近く天津の刑務所から出所すると報じた。
事件から30年を前にした2019年6月、中国外交部の記者会見にて、この人物の消息について問われた耿爽報道官は少し笑みを浮かべながら「把握していない」「言えることは、あの政治騒動について中華人民共和国政府はすでに明確な結論を出したということだけだ」と答えた。
現在でも中国当局は検閲によって天安門事件に関する資料の一切を情報統制している為、直接の写真や映像はおろか、連想させるものに至るまで厳しい取締が続いている。

### 男性の実名
イギリスの『サンデー・エクスプレス』は事件直後、この人物はWang Weilin（王維林、王维林）という19歳の学生であると報じた。サンデー・エクスプレスは北京駐在の記者を持たないタブロイドであり、信憑性には疑問を呈されるものの、「王維林」の呼称は中国人からも広く用いられた。
上記蘋果日報報道によれば男性の名は「張為民」で事件当時24歳であったとされるが、中国人権民主化運動情報センター筋の報道では中国が将来民主化する日まで名乗り出る気はないという。

## 国外への影響
南米のベネズエラでは、2017年にベネズエラ国家警備隊の中国製装甲車VN-4の前に立ってニコラス・マドゥロ独裁政権に抗議する女性の映像が全世界に流れた際は無名の反逆者を想起させるとして話題になって「ラ・ダーマ（あの女性）」と呼ばれた。

## 自作自演説
NHKの記者で実際に天安門事件を現場で取材した加藤青延は中国共産党の自作自演説を唱えている。
タンクマンは何日も寝泊まりしていた学生にしては目立つ白いシャツであり、近くに居た軍関係者も白いシャツであった。
広場は前日に軍が制圧していたのにもかかわらず、タンクマンは車道に侵入し、3分以上戦車の進軍を妨害した。後続の20両近くの戦車もお行儀よく一列に連なり、追い越すことはなかった。兵士は一切、タンクマンを排除せず、放置した。そして厳戒態勢の広場であるのにもかかわらず「タンクマンは逃走した」と中国共産党が発表するという不自然な状況だった。さらに北京飯店のホテルには加藤を始め、多くの海外メディアが滞在し、窓から件の「名場面」は絶好の位置で撮影できていた。また、中国共産党総書記の 江沢民は2000年にCNNからタンクマンについてインタビューを受けた際に「戦車は若者を轢かず停止して、人道的であった」と語っている。また、前日までに欧米のメディアが戦車が天安門広場で学生たちを大勢ひき殺したというニュースが流れており、この火消しをする必要があった。。
上記の点から「中国共産党が事件を穏便に処理をした」と世界にアピールするためのプロパガンダでないかと指摘されている。
ただ、当時の中国にそのような余力はないとされる証拠が多くあり、信ぴょう性は定かではない。